# کارینه لیسیتسیان
کارینه پاولی لیسیتسیان (ارمنی: Կարինե Պավելի Լիսիցյան؛  زادهٔ ۲۸ اکتبر ۱۹۳۸) خواننده متزو-سوپرانو و آموزگار موسیقی اهل ارمنستان است.

## زندگی‌نامه
وی در ۲۸ اکتبر ۱۹۳۸ ‏در ایروان به دنیا آمد و از دانشکده دولتی موسیقی گنیسین فارغ‌التحصیل گشت. وی همچنین برنده جوایزی همچون هنرمند مردمی ارمنستان شوروی (۱۹۸۷) و هنرمند افتخاری فدراسیون روسیه (۱۹۹۷) شد.